# Bonsai Kitten (Band)
Bonsai Kitten ist eine deutsche Rock-Band aus Berlin, die 2005 von der Sängerin Tiger Lilly Marleen gegründet wurde.

## Geschichte

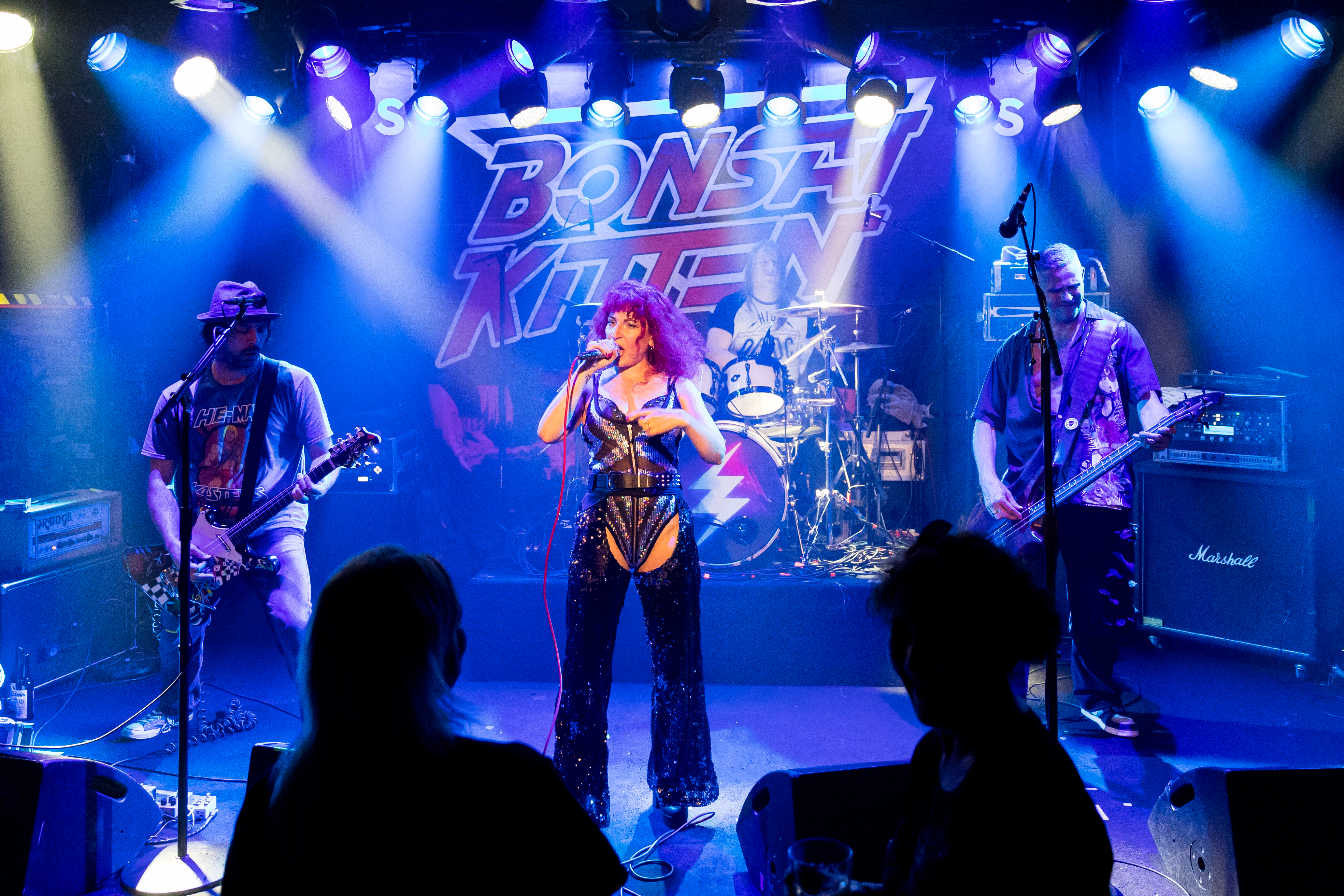
Liveauftritt der Band

Die Berliner Sängerin Tiger Lilly Marleen suchte ab 2004 Musiker für ihr Bandprojekt. Mitte 2005 waren Hajo Sun als Gitarrist und Alexx DeLarge als Schlagzeuger beteiligt, später kam Krczycz als Kontrabassist dazu. Der Name Bonsai Kitten stammt vom im Jahr 2000 aufgetauchten Internet-Hoax gleichen Namens. Ihr Künstlername Tiger Lilly Marleen besteht aus „Tiger Lily“, ihrem alten Spitznamen, den sie bekam, weil sie oft mit Raubkatzen-Outfits zu sehen war, und einer Anspielung auf Lili Marleen von Lale Anderson, wobei Marleen auch ihr richtiger Vorname ist.
2007 erschien die Debüt-EP Bonsai Kitten ausschließlich auf dem japanischen Markt. Bei den sechs Liedern der EP handelte es sich um die Coverversionen Poison von Alice Cooper, Ja Ja Wo Geht’s Lank Peter Pank von Trio, Heartbreaker von Pat Benatar, But Not Tonight von Depeche Mode und den zwei Eigenkompositionen Don’t You Get Too Drunk to Fuck und That’s Why the Lady Is a Vamp. Danach spielten Bonsai Kitten auf den Festivals Satanic Stomp, Bunkerbilly (Österreich), Rock My Ass und Kings of Psychobilly eingeladen. November 2007 folgte eine deutschlandweite Supporttour für Mad Dog Cole. Die EP wird vor allem in Japan, wo sie von Downer Records vertrieben wurde, ein Achtungserfolg-
Bonsai Kitten spielten europaweit Shows und wurden auch als Supportacts für The Toy Dolls, The Adicts, The BossHoss, The Bones, Mad Sin, King Kurt, Dick Dale, Mad Sin u. v. m. gebucht, sowie auf deutschen Festivals, wie Rock im Park, Ruhrpott Rodeo, Psychomania Rumble und internationalen Festivals, wie dem Biranthology Fest (Italien), Rebellion Punk Music Festival, (England), Bedlam Breakout (England), Club Sin Festival (Finnland), und auf dem Kempnerpop Festival (Niederlande).
In Anlehnung an Quentin Tarantinos Film Kill Bill entstand das Plattencover des ersten Albums Done With Hell (2011). Darauf sind neben der Coverversion des Titels Please Mr. Jailor, im Original von Wynona Carr, ausschließlich eigene Stücke zu hören. Das Album erschien über das deutsche Independent-Label Wolverine Records.
Anfang 2012 fand ein Wechsel an der Gitarre zu Highko Strom statt. Es erschien das zweite Album Welcome to My World als CD, Download und auf limitiertem Vinyl. Hierauf sind neben der Coverversion des The-Nerves-Klassikers Hanging on the Telephone eigene Kompositionen der Band zu hören. Danach tourten Bonsai Kitten ausgiebig in Deutschland und spielten auch in der Schweiz, den Niederlanden, Tschechien, Rumänien, Italien und in Großbritannien (UK).
Das dritte Langspiel-Album Occupy Yourself! erschiend 2014. Im selben Jahr waren Bonsai Kitten auf Occupy Yourself!-Tour. 2015 kam es zu einem Wechsel in der Bandinstrumentierung und einem damit einhergehenden Wechsel in der Bandbesetzung. Als neuer Bassist kam Spoxx (ex-Feeling B) dazu. Damit tauschte die Band den Kontrabass gegen einen E-Bass und ließen damit auch ihren einst selbst erfundenen „Killbilly“-Sound hinter sich.
2015 erfolgte die gemeinsame Arbeit mit Produzent Franz Plasa. Die Single The Darkest Light erschien 2016. Die Single Mindcraft wurde 2017 veröffentlicht. Das gleichnamige Album wurde durch eine Crowdfunding-Kampagne von den Fans und der Community finanziert und erschien am 8. September 2017.
Bonsai Kitten spielten im selben Jahr einige Shows zum neuen Album. Nach dem Ausstieg von Gitarrist Highko Strom, der von nun an als Gitarrist bei den The Adicts spielte, formierte Tiger Lilly Marleen ihre Band neu. Als Schlagzeuger kam Marc Reign (ex-Destruction/Morgoth) und als Gitarrist André „Wally“ Wahlhäuser (ex-V8 Wankers) hinzu.
Im März 2020 erschien ihr bis dato letztes Album Love and Let Die. der Titel ist eine Anspielung auf Paul McCartneys Live and Let Die, das er mit seiner Band Wings für den Soundtrack zu James Bond 007 – Leben und sterben lassen einspielte. Das Album erschien über Sunny Bastards. Wie seine Vorgänger enthielt es eine Coverversion, diesmal Sunshine of Your Love von Cream. Bei Now or Never handelt es sich um ein Duett mit Jarmo von Psychopunch.
Am 20. Mai 2022 veröffentlichte die Band eine spezielle Version ihres Songs Now or Never vom Album Love and Let Die auf der limitierten Soli-Ukraine-Kompilation Love, Peace & Harmonies, die Sängerin Tiger Lilly Marleen initiierte. Ist der Song auf dem Album noch ein Duett mit Sänger Jarmo der Band Psychopunch, so gibt es auf dem Soli-Sampler eine neu eingesungene Version ohne Jarmo und mit neuer Strophe zu hören.
Am 17. Februar 2023 veröffentlichten Bonsai Kitten eine Coverversion des Black Sabbath Klassikers War Pigs und featuren Jesper Binzer von D-A-D auf der Aufnahme.

## Stil
Bis Mitte 2014 spielten Bonsai Kitten ihren so genannten „Killbilly“-Stil, eine Mischung aus Punk ’n’ Roll und Rockmusik, der auch gerne als Punkabilly bezeichnet wird. Mitte 2014 ersetzten sie in der Instrumentierung der Band den Kontrabass durch den E-Bass. Dadurch wurde der Stil deutlicher in die Rock-Richtung getrieben, in welcher die Einflüsse des Rock ’n’ Roll, Punk und der Rockmusik zu hören sind. Seit 2015 bezeichnete sich die Band selbst als „Riot Rock“, der seit 2020 einen deutlichen Metal-Einschlag mit starken Bluesrock-Einflüssen erhielt.

## Diskografie

### Alben
- 2011: Done With Hell (Wolverine Records)
- 2012: Welcome to My World (Wolverine Records)
- 2014: Occupy Yourself! (Wolverine Records)
- 2017: Mindcraft (7Star Music)
- 2020: Love and Let Die (Sunny Bastards)
- 2024: Let It Burn (Sunny Bastards)

### Split-Veröffentlichungen
- 2012: Welcome To My World / Songs from Better Days (Split-LP mit The Graveyard Johnnys, Wolverine Records)

### Singles & EPs
- 2007: Bonsai Kitten (Downer Records)
- 2017: Mindcraft (7’’-Single, Eigenproduktion)

### Weitere Veröffentlichungen
- 2016: Rock Ranch Sessions (DEMO 2015) (MC, Eigenproduktion)

### Exklusive Samplerveröffentlichungen
- 2010: Poison auf Punk Chartbusters Vol. 6
- 2013: Don't Mess With Me auf Roots! Riot! Rumble!
- 2020: Limit to Your Love auf Sun of a Bastard Vol. 12
- 2020: Love & Let Die (Single Version) auf Don't Panic Support Compilation
- 2022: Now or Never '22 auf Artists for Peace - Love, Peace & Harmonies
- 2022: The Ocean auf Venceremos (Muestreador Para La Ayuda A Cuba – Sampler für die Cuba Hilfe)
- 2023: War Pigs feat. Jesper Binzer auf Beilage zu Classic Rock Nr. 117